# Giro del Mendrisiotto
El Giro del Mendrisiotto és una cursa ciclista d'un sol dia que es disputa des de 1933 pels voltants de Mendrisio, al cantó de Ticino. Fins al 1995 la cursa fou reservada a corredors amateurs. De 2002 a 2004 formà part del calendari per a menors de 23 anys de la Unió Ciclista Internacional, amb una categoria 1.7.1. Del 2005 al 2009 formà part de l'UCI Europa Tour, amb una categoria 1.2, abans de tornar a convertir-se en una curs nacional el 2010.

## Palmarès
| Anno | Vincitore            | Secondo            | Terzo              |
| ---- | -------------------- | ------------------ | ------------------ |
| 1933 | Enrico Gerosa        |                    |                    |
| 1934 | Fausto Introzzi      |                    |                    |
| 1935 | Arturo Maestrani     |                    |                    |
| 1936 | Fermo Radaelli       |                    |                    |
| 1937 | Fermo Radaelli       |                    |                    |
| 1938 | Walter Diggelmann    |                    |                    |
| 1939 | Ernesto Kuhn         |                    |                    |
| 1947 | Franco Fanri         |                    |                    |
| 1949 | Remo Pianezzi        |                    |                    |
| 1950 | Hans Pfenninger      |                    |                    |
| 1951 | Rino Benedetti       |                    |                    |
| 1952 | Fausto Lurati        |                    |                    |
| 1953 | Attilio Moresi       |                    |                    |
| 1954 | Vittorio Mazzuchelli |                    |                    |
| 1955 | Armando Ceroni       |                    |                    |
| 1956 | Adriano De Gasperi   |                    |                    |
| 1957 | Alfred Rüegg         |                    |                    |
| 1958 | Giancarlo Poiano     |                    |                    |
| 1959 | Arturo Sabadin       |                    |                    |
| 1960 | Rolf Maurer          |                    |                    |
| 1961 | Jean Jourden         |                    |                    |
| 1962 | Robert Hintermüller  |                    |                    |
| 1963 | Fatton Gilbert       |                    |                    |
| 1964 | Hans Luethi          |                    |                    |
| 1965 | Hans Luethi          |                    |                    |
| 1966 | Vladimiro Palazzi    |                    |                    |
| 1967 | Walter Richard       |                    |                    |
| 1968 | Arthur Schlatter     |                    |                    |
| 1969 | Franco Maietti       |                    |                    |
| 1970 | Germano Mignami      |                    |                    |
| 1971 | Josef Fuchs          |                    |                    |
| 1972 | Xaver Kurmann        |                    |                    |
| 1973 | Robert Thalmann      |                    |                    |
| 1974 | Ivan Schmid          |                    |                    |
| 1975 | Roland Schär         |                    |                    |
| 1976 | Gabriele Mirri       |                    |                    |
| 1977 | Gilbert Glaus        |                    |                    |
| 1978 | Stefan Mutter        |                    |                    |
| 1979 | Kurt Ehrensperger    |                    |                    |
| 1980 | Gilbert Glaus        |                    |                    |
| 1981 | Gilbert Glaus        |                    |                    |
| 1982 | Jürg Bruggmann       |                    |                    |
| 1983 | Richard Trinkler     |                    |                    |
| 1984 | Benno Wiss           |                    |                    |
| 1985 | Thomas Wegmüller     |                    |                    |
| 1986 | Stephen Hodge        |                    |                    |
| 1987 | Daniel Huwyler       |                    |                    |
| 1988 | Scott Sunderland     |                    |                    |
| 1989 | Barney Saint Georges |                    |                    |
| 1990 | Pascal Jaccard       |                    |                    |
| 1991 | Daniel Huwyler       |                    |                    |
| 1992 | Serhij Ušakov        |                    |                    |
| 1993 | Christian Andersen   |                    |                    |
| 1994 | Peter Luttenberger   |                    |                    |
| 1995 | Ralph Gartmann       |                    |                    |
| 1996 | Salvatore Commesso   | Nicolaj Bo Larsen  | Felice Puttini     |
| 1997 | Beat Zberg           | Danilo Di Luca     | Mauro Radaelli     |
| 1998 | Felice Puttini       | Romāns Vainšteins  | Markus Zberg       |
| 1999 | Valentino Fois       | Luca Paolini       | Guido Trentin      |
| 2000 | Felice Puttini       | Patrick Calcagni   | Pietro Pellizzotti |
| 2001 | Alexandre Moos       | Bert Grabsch       | Massimo Donati     |
| 2002 | Ruslan Hryščenko     | Giario Ermeti      | Mariusz Wiesiak    |
| 2003 | Mariusz Wiesiak      | Mauro Santambrogio | Laurent Mangel     |
| 2004 | Giuseppe De Maria    | Carl Naibo         | Andriy Pryshchepa  |
| 2005 | Michele Maccanti     | Daniel Contrini    | Mauro Santambrogio |
| 2006 | Daniele De Paoli     | Adam Hansen        | Ivan Fanelli       |
| 2007 | Andreas Dietziker    | Luca Solari        | Emanuele Bindi     |
| 2008 | Eddy Serri           | Enrico Rossi       | Wesley Sulzberger  |
| 2009 | Ignatas Konovalovas  | Daniele Callegarin | Peter Kusztor      |
| 2010 | Andreas Dietziker    | Peter Kusztor      | Michael Bär        |
| 2011 | Mirco Saggiorato     | Nicolas Schnyder   | Jonathan Fumeaux   |
| 2012 | Marcel Aregger       | Claudio Imhof      | Matteo Azzolini    |